# Seznam hvězd v souhvězdí Vozky
Toto je seznam významných hvězd v souhvězdí Vozky (Auriga). Hvězdy jsou seřazeny podle zdánlivé hvězdné velikosti.